# Saint-Genest-Lerpt
Saint-Genest-Lerpt é uma comuna francesa na região administrativa de Auvérnia-Ródano-Alpes, no departamento de Loire. Estende-se por uma área de 12,68 km². Em 2010 a comuna tinha 6 230 habitantes (densidade: 491,3 hab./km²).